# Windpark Jacoba Rippolder
Windpark Jacoba Rippolder (ook bekend als Windpark Camperwind en ook als Windpark Noord-Beveland) is een windmolenpark met vier windturbines van 3,6 megawatt op het eiland en in de gemeente Noord-Beveland in de Nederlandse provincie Zeeland. Het park is in 2008 operationeel geworden met vijf turbines, maar vernieuwd naar vier nieuwe en grotere molens in 2021.
Het windpark wordt beheerd door Green Trust. De opgewekte energie wordt met een 20 kV AC grondkabel naar het hoogspanningsstation 150 kV Middelburg getransporteerd (over een afstand van ruim 19 km).